# Feldhandball-Weltmeisterschaft der Männer 1948
Die Endrunde der 2. Feldhandball-Weltmeisterschaft der Männer wurde vom 3. bis 6. Juni 1948 in Frankreich und dem Saarland ausgetragen. Das eigentliche Turnier umfasste dabei nur Halbfinale, Spiel um Platz 3 und Endspiel. Drei dieser vier Spiele wurden in Paris, das Halbfinale zwischen Frankreich und Dänemark in Saarbrücken ausgetragen. Vorrunde und Viertelfinale wurden in einfachen Heimspielen ausgetragen. Weltmeister wurde Schweden, das alle seine Spiele gewann.
Es nahmen zwölf Mannschaften teil – alle aus Europa: Belgien, Dänemark, Finnland, Frankreich, Luxemburg, die Niederlande, Österreich, Polen, Portugal, Schweden, die Schweiz und Ungarn. Es war die einzige WM ohne eine Mannschaft aus Deutschland, da nach dem Zweiten Weltkrieg noch kein Verband wieder gegründet war, der Deutschland in der IHF vertreten konnte. Gespielt wurde im K.o.-System.
Weltmeister Schweden setzte in den vier Spielen nur zwölf Spieler ein, davon bestritten zehn alle Partien vollständig. Die Aufstellung in den ersten drei Partien war jeweils identisch, im Finale ersetzte Sjunnesson seinen Vereinskameraden Stockenberg. Torschützenkönig wurde der Schwede Sten Akerstedt mit 21 Treffern vor seinem Landsmann Juthage, der 15 Tore erzielte.

## Vorrunde
In der Vorrunde gab es vier Spielpaarungen, deren Verlierer ausschieden, während die Gewinner (Schweden, die Niederlande, Frankreich und Österreich) in die Zwischenrunde einzogen:
| Schweden – Finnland    | 26:0 | in Bosön (b. Stockholm) |
| Belgien – Niederlande  | 4:12 | in Eupen                |
| Frankreich – Luxemburg | 16:5 | in Fougères             |
| Österreich – Ungarn    | 4:2  | in Graz                 |

## Zwischenrunde
Die vier Gewinner der Vorrunde spielten gegen vier gesetzte Mannschaften das Viertelfinale:
| Schweden – Polen       | 19:4  | in Kristianstad |
| Niederlande – Dänemark | 5:15  | in Amsterdam    |
| Österreich – Schweiz   | 10:12 | in Linz         |
| Frankreich – Portugal  | 6:3   | in Niort        |

## Halbfinale
| Schweden – Schweiz    | 8:4  | in Paris       |
| Dänemark – Frankreich | 17:4 | in Saarbrücken |

## Finale
| 3 / 4: Schweiz – Frankreich | 21:4 | in Paris |
| 1 / 2: Schweden – Dänemark  | 11:4 | in Paris |

## Endstand
| Rang | Land       |
| ---- | ---------- |
| 1    | Schweden   |
| 2    | Dänemark   |
| 3    | Schweiz    |
| 4    | Frankreich |

## Die Weltmeistermannschaft 1948: Schweden
Hans Regnell (IK Göta Stockholm) 4 Spiele/0 Tore – Sten Akerstedt (Redbergslids IK) 4/21, Erik Ek (IFK Lindigö) 4/2, Olle Ingemar Juthage 4/15, Valter Larsson 4/2 (beide Redbergslids IK), Ake Moberg (IFK Kristianstad) 4/7, Lars-Erik Olsson 4/6 (Redbergslids IK),  Bertil Rönndahl (IFK Kristianstad) 4/2, Sven-Olof Schönberger (Hellas Nacka) 4/2, Ewerth Sjunnesson 1/2, Carl-Erik Stockenberg 3/5 (beide IFK Kristianstad), Gösta Swerin (Redbergslids IK) 4/0
Trainer: Curt Wadmark